# Puchar Afryki 2008/2009
Puchar Afryki 2008-2009 – dziewiąta edycja Pucharu Afryki, oficjalnych międzynarodowych zawodów rugby union o randze mistrzostw kontynentu organizowanych przez CAR mających na celu wyłonienie najlepszej męskiej reprezentacji narodowej w tej dyscyplinie sportu w Afryce. Zawody stanowiły część kwalifikacji do Pucharu Świata w Rugby 2011.
Poprzedzone fazą kwalifikacyjną główne zawody zostały rozegrane w formie czterech trzyzespołowych grup rozgrywających spotkania systemem kołowym. Zwycięzcy grup uzyskali awans do turnieju finałowego, którego triumfator został mistrzem Afryki i bezpośrednio awansował do Pucharu Świata. W walce o tytuł mistrzowski brało udział czternaście zespołów, pozostałe drużyny, które przystąpiły do rozgrywek, występowały zaś w niższych dywizjach. Mecze zostały rozegrane w okresie od 11 maja 2008 do 20 grudnia 2009 roku.

## Informacje ogólne
Pierwsze propozycje dotyczące nowego formatu mistrzostw Afryki pojawiły się w listopadzie 2007 roku, decyzja w tej sprawie została zaś podjęta w marcu 2008 roku na konferencji CAR w Abidżanie.
Zwycięzca Pucharu Afryki awansował bezpośrednio do Pucharu Świata 2011, finalista zaś otrzymał prawo gry w barażu o ostatnie, dwudzieste miejsce.

## Africa Cup

### Kwalifikacje
Cztery najniżej sklasyfikowane zespoły spotkały się w spotkaniach o awans do fazy grupowej. Zwycięsko z nich wyszły drużyny Kamerunu i Botswany, przechodząc jednocześnie do fazy zasadniczej odpowiednio do gru 3 i 4.
| 11 maja 2008 | Kamerun | 26:6 | Nigeria | Stade Ahmadou Ahidjo, Jaunde |
| 11 maja 2008 |         | 26:6 |         | Stade Ahmadou Ahidjo, Jaunde |

| 17 maja 2008 | Botswana | 25:7 | Suazi | Gaborone |
| 17 maja 2008 |          | 25:7 |       | Gaborone |

### Faza grupowa
Dwanaście uczestniczących reprezentacji zostało podzielone na cztery trzyzespołowe grupy rozgrywające spotkania systemem kołowym pomiędzy czerwcem a sierpniem 2008 roku. W swoich grupach zwyciężyły Uganda, Tunezja, Namibia oraz Wybrzeże Kości Słoniowej awansując do fazy pucharowej.
Mecz Zimbabwe–Senegal nie doszedł do skutku z powodu niepokojów politycznych.

#### Grupa 1
| 14 czerwca 2008 | Senegal | 10:13 | Namibia | Stade Iba Mar Diop, Dakar |
| 14 czerwca 2008 |         | 10:13 |         | Stade Iba Mar Diop, Dakar |

|  | Zimbabwe |  | Senegal |  |
|  |          |  |         |  |

| 2 sierpnia 2008 | Namibia | 35:21 | Zimbabwe | Hage Geingob Rugby Stadium, Windhuk |
| 2 sierpnia 2008 |         | 35:21 |          | Hage Geingob Rugby Stadium, Windhuk |

#### Grupa 2
| 14 czerwca 2008 | Zambia | 18:29 | Maroko | Lusaka |
| 14 czerwca 2008 |        | 18:29 |        | Lusaka |

| 12 lipca 2008 | Wybrzeże Kości Słoniowej | 32:9 | Zambia | Abidżan |
| 12 lipca 2008 |                          | 32:9 |        | Abidżan |

| 2 sierpnia 2008 | Maroko | 9:21 | Wybrzeże Kości Słoniowej | Casablanca |
| 2 sierpnia 2008 |        | 9:21 |                          | Casablanca |

#### Grupa 3
| 14 czerwca 2008 | Kamerun | 12:16 | Tunezja | Jaunde |
| 14 czerwca 2008 |         | 12:16 |         | Jaunde |

| 13 lipca 2008 | Kenia | 76:8 | Kamerun | RFUEA Grounds, Nairobi |
| 13 lipca 2008 |       | 76:8 |         | RFUEA Grounds, Nairobi |

| 2 sierpnia 2008 | Tunezja | 44:15 | Kenia | Tunis |
| 2 sierpnia 2008 |         | 44:15 |       | Tunis |

#### Grupa 4
| 14 czerwca 2008 | Botswana | 10:27 | Uganda | Gaborone |
| 14 czerwca 2008 |          | 10:27 |        | Gaborone |

| 12 lipca 2008 | Madagaskar | 45:15 | Botswana | Stade Municipal de Mahamasina, Antananarywa |
| 12 lipca 2008 |            | 45:15 |          | Stade Municipal de Mahamasina, Antananarywa |

| 2 sierpnia 2008 | Uganda | 32:22 | Madagaskar | Kampala Rugby Club, Kampala |
| 2 sierpnia 2008 |        | 32:22 |            | Kampala Rugby Club, Kampala |

### Faza pucharowa
W pierwszym spotkaniu półfinałowym zawodnicy z Wybrzeża Kości Słoniowej wywalczyli remis, jednak w drugim wyraźnie ulegli Namibijczykom, Tunezyjczycy zaś dwukrotnie wysoko pokonali reprezentantów Ugandy. Finałowy dwumecz na swoją korzyść rozstrzygnęła Namibia, bezpośrednio kwalifikując się do Pucharu Świata 2011, drużyna Tunezji uzyskała zaś szansę występu w barażach.
|  |                          |                          |           |           |    |    |         |         |        |        |
|  | Półfinały                | Półfinały                | Półfinały | Półfinały |    |    | Finały  | Finały  | Finały | Finały |
|  | Półfinały                | Półfinały                | Półfinały | Półfinały |    |    | Finały  | Finały  | Finały | Finały |
|  |                          |                          |           |           |    |    |         |         |        |        |
|  |                          |                          |           |           |    |    |         |         |        |        |
|  | Tunezja                  | Tunezja                  | 41        | 38        |    |    |         |         |        |        |
|  | Tunezja                  | Tunezja                  | 41        | 38        |    |    |         |         |        |        |
|  | Uganda                   | Uganda                   | 17        | 13        |    |    |         |         |        |        |
|  | Uganda                   | Uganda                   | 17        | 13        |    |    | Tunezja | Tunezja | 13     | 10     |
|  |                          |                          |           |           |    |    | Tunezja | Tunezja | 13     | 10     |
|  |                          |                          | Namibia   | Namibia   | 18 | 22 |         |         |        |        |
|  | Wybrzeże Kości Słoniowej | Wybrzeże Kości Słoniowej | Namibia   | Namibia   | 18 | 22 | 13      | 14      |        |        |
|  | Wybrzeże Kości Słoniowej | Wybrzeże Kości Słoniowej |           |           |    |    |         |         |        |        |
|  | Namibia                  | Namibia                  | 13        | 54        |    |    |         |         |        |        |
|  | Namibia                  | Namibia                  | 13        | 54        |    |    |         |         |        |        |
|  |                          |                          |           |           |    |    |         |         |        |        |

#### Półfinały
| 13 czerwca 2009 | Uganda | 17:41 | Tunezja | Kampala Rugby Club, Kampala |
| 13 czerwca 2009 |        | 17:41 |         | Kampala Rugby Club, Kampala |

| 14 czerwca 2009 | Wybrzeże Kości Słoniowej | 13:13 | Namibia | Stade Robert Champroux, Abidżan |
| 14 czerwca 2009 |                          | 13:13 |         | Stade Robert Champroux, Abidżan |

| 27 czerwca 2009 | Namibia | 54:14 | Wybrzeże Kości Słoniowej | Hage Geingob Rugby Stadium, Windhuk |
| 27 czerwca 2009 |         | 54:14 |                          | Hage Geingob Rugby Stadium, Windhuk |

| 27 czerwca 2009 | Tunezja | 38:13 | Uganda | Stade El Menzah, Tunis |
| 27 czerwca 2009 |         | 38:13 |        | Stade El Menzah, Tunis |

#### Finał
| 14 listopada 2009 | Tunezja | 13:18 | Namibia | Stade El Menzah, Tunis |
| 14 listopada 2009 |         | 13:18 |         | Stade El Menzah, Tunis |

| 28 listopada 2009 | Namibia | 22:10 | Tunezja | Hage Geingob Rugby Stadium, Windhuk |
| 28 listopada 2009 |         | 22:10 |         | Hage Geingob Rugby Stadium, Windhuk |

### Turniej 2009
Zespoły z drugich miejsc fazy grupowej z 2008 roku rozegrały w Maroku turniej systemem pucharowym w lipcu 2009 roku. W półfinałach lepsze okazały się zespoły Kenii i Maroka, w finale triumfowali zaś gospodarze.
|  |               |           |           |                   |    |        |        |       |
|  | Półfinały     | Półfinały | Półfinały |                   |    | Finał  | Finał  | Finał |
|  | Półfinały     | Półfinały | Półfinały |                   |    | Finał  | Finał  | Finał |
|  | 8 lipca 2009  |           |           |                   |    |        |        |       |
|  |               |           |           |                   |    |        |        |       |
|  | Maroko        | Maroko    | 12        |                   |    |        |        |       |
|  | Maroko        | Maroko    | 12        | 11 lipca 2009     |    |        |        |       |
|  | Kamerun       | Kamerun   | 0         |                   |    |        |        |       |
|  | Kamerun       | Kamerun   | 0         |                   |    | Maroko | Maroko | 29    |
|  | 8 lipca 2009  |           |           |                   |    | Maroko | Maroko | 29    |
|  |               |           | Kenia     | Kenia             | 11 |        |        |       |
|  | Kenia         | Kenia     | Kenia     | Kenia             | 11 | 22     |        |       |
|  | Kenia         | Kenia     |           |                   |    |        |        |       |
|  | Senegal       | Senegal   | 7         |                   |    |        |        |       |
|  | Senegal       | Senegal   | 7         | Mecz o 3. miejsce |    |        |        |       |
|  |               |           |           |                   |    |        |        |       |
|  | 11 lipca 2009 |           |           |                   |    |        |        |       |
|  |               |           |           |                   |    |        |        |       |
|  | Kamerun       | Kamerun   | 3         |                   |    |        |        |       |
|  | Kamerun       | Kamerun   | 3         |                   |    |        |        |       |
|  | Senegal       | Senegal   | 11        |                   |    |        |        |       |
|  | Senegal       | Senegal   | 11        |                   |    |        |        |       |

| 8 lipca 2009 | Maroko | 12:0 | Kamerun | Safi |
| 8 lipca 2009 |        | 12:0 |         | Safi |

| 8 lipca 2009 | Kenia | 22:7 | Senegal | Safi |
| 8 lipca 2009 |       | 22:7 |         | Safi |

| 11 lipca 2009 | Maroko | 29:11 | Kenia | Safi |
| 11 lipca 2009 |        | 29:11 |       | Safi |

| 11 lipca 2009 | Kamerun | 3:11 | Senegal | Safi |
| 11 lipca 2009 |         | 3:11 |         | Safi |

## CAR Trophy

### 2008

#### Grupa północna
W turnieju rozegranym w Akrze triumfowali reprezentanci Nigru.
Grupa A
| 23 czerwca 2008 | Ghana | 17:8 | Czad | Uniwersytet Ghany, Akra |
| 23 czerwca 2008 |       | 17:8 |      | Uniwersytet Ghany, Akra |

| 25 czerwca 2008 | Burkina Faso | 33:6 | Czad | Uniwersytet Ghany, Akra |
| 25 czerwca 2008 |              | 33:6 |      | Uniwersytet Ghany, Akra |

| 27 czerwca 2008 | Ghana | 8:9 | Burkina Faso | Uniwersytet Ghany, Akra |
| 27 czerwca 2008 |       | 8:9 |              | Uniwersytet Ghany, Akra |

Grupa B
| 23 czerwca 2008 | Mali | 0:3 | Togo | Uniwersytet Ghany, Akra |
| 23 czerwca 2008 |      | 0:3 |      | Uniwersytet Ghany, Akra |

| 25 czerwca 2008 | Mali | 3:3 | Niger | Uniwersytet Ghany, Akra |
| 25 czerwca 2008 |      | 3:3 |       | Uniwersytet Ghany, Akra |

| 27 czerwca 2008 | Niger | 19:3 | Togo | Uniwersytet Ghany, Akra |
| 27 czerwca 2008 |       | 19:3 |      | Uniwersytet Ghany, Akra |

Mecz o 5. miejsce
| 29 czerwca 2008 | Czad | 10:0 | Mali | Uniwersytet Ghany, Akra |
| 29 czerwca 2008 |      | 10:0 |      | Uniwersytet Ghany, Akra |

Mecz o 3. miejsce
| 29 czerwca 2008 | Ghana | 27:6 | Togo | Uniwersytet Ghany, Akra |
| 29 czerwca 2008 |       | 27:6 |      | Uniwersytet Ghany, Akra |

Mecz o 1. miejsce
| 29 czerwca 2008 | Burkina Faso | 3:16 | Niger | Uniwersytet Ghany, Akra |
| 29 czerwca 2008 |              | 3:16 |       | Uniwersytet Ghany, Akra |

#### Grupa centralna
W stolicy Burundi gospodarze ulegli zawodnikom z Rwandy.
| 13 maja 2008 | Burundi | 5:7 | Rwanda | Bużumbura |
| 13 maja 2008 |         | 5:7 |        | Bużumbura |

#### Grupa południowa
W rozegranym systemem kołowym turnieju na Mauritiusie triumfowali zawodnicy z Reunionu.
| 1 lipca 2008 | Mauritius | 33:6 | Majotta | Stade George V, Curepipe |
| 1 lipca 2008 |           | 33:6 |         | Stade George V, Curepipe |

| 1 lipca 2008 | Reunion | 25:16 | Tanzania | Stade George V, Curepipe |
| 1 lipca 2008 |         | 25:16 |          | Stade George V, Curepipe |

| 3 lipca 2008 | Mauritius | 3:10 | Reunion | Stade George V, Curepipe |
| 3 lipca 2008 |           | 3:10 |         | Stade George V, Curepipe |

| 3 lipca 2008 | Majotta | 14:32 | Tanzania | Stade George V, Curepipe |
| 3 lipca 2008 |         | 14:32 |          | Stade George V, Curepipe |

| 5 lipca 2008 | Mauritius | 22:17 | Tanzania | Stade George V, Curepipe |
| 5 lipca 2008 |           | 22:17 |          | Stade George V, Curepipe |

| 5 lipca 2008 | Majotta | 0:90 | Reunion | Stade George V, Curepipe |
| 5 lipca 2008 |         | 0:90 |         | Stade George V, Curepipe |

### 2009

#### Grupa północna
Turniej z udziałem ośmiu zespołów odbył się w Lomé, a miejsce zespołu Czadu, który wycofał się w ostatniej chwili, zajęła druga reprezentacja Togo. Zawody zostały rozegrane w pierwszej fazie systemem kołowym w ramach dwóch czterozespołowych grup, których zwycięzcy awansowali do finału. Podobnie jak rok wcześniej triumfowali w nim reprezentanci Nigru.
Grupa A
| 10 lipca 2009 | Benin | 3:10 | Niger | Lomé |
| 10 lipca 2009 |       | 3:10 |       | Lomé |

| 10 lipca 2009 | Togo | 6:5 | Mali | Lomé |
| 10 lipca 2009 |      | 6:5 |      | Lomé |

| 12 lipca 2009 | Mali | 11:11 | Niger | Lomé |
| 12 lipca 2009 |      | 11:11 |       | Lomé |

| 12 lipca 2009 | Togo | 6:5 | Benin | Lomé |
| 12 lipca 2009 |      | 6:5 |       | Lomé |

| 14 lipca 2009 | Benin | 0:11 | Mali | Lomé |
| 14 lipca 2009 |       | 0:11 |      | Lomé |

| 14 lipca 2009 | Togo | 3:6 | Niger | Lomé |
| 14 lipca 2009 |      | 3:6 |       | Lomé |

Grupa B
| 11 lipca 2009 | Burkina Faso | 17:7 | Nigeria | Lomé |
| 11 lipca 2009 |              | 17:7 |         | Lomé |

| 11 lipca 2009 | Ghana | 44:0 | Togo B | Lomé |
| 11 lipca 2009 |       | 44:0 |        | Lomé |

| 13 lipca 2009 | Ghana | 5:5 | Nigeria | Lomé |
| 13 lipca 2009 |       | 5:5 |         | Lomé |

| 13 lipca 2009 | Togo B | 0:43 | Burkina Faso | Lomé |
| 13 lipca 2009 |        | 0:43 |              | Lomé |

| 15 lipca 2009 | Burkina Faso | 7:17 | Ghana | Lomé |
| 15 lipca 2009 |              | 7:17 |       | Lomé |

| 15 lipca 2009 | Togo B | 0:43 | Nigeria | Lomé |
| 15 lipca 2009 |        | 0:43 |         | Lomé |

Mecz o 7. miejsce
| 18 lipca 2009 | Benin | 29:0 | Togo B | Lomé |
| 18 lipca 2009 |       | 29:0 |        | Lomé |

Mecz o 5. miejsce
| 18 lipca 2009 | Mali | 0:5 | Nigeria | Lomé |
| 18 lipca 2009 |      | 0:5 |         | Lomé |

Mecz o 3. miejsce
| 18 lipca 2009 | Togo | 5:7 | Burkina Faso | Lomé |
| 18 lipca 2009 |      | 5:7 |              | Lomé |

Mecz o 1. miejsce
| 18 lipca 2009 | Ghana | 3:5 | Niger | Lomé |
| 18 lipca 2009 |       | 3:5 |       | Lomé |

#### Grupa centralna
W dwumeczu triumfowali zawodnicy z Rwandy.
| 12 grudnia 2009 | Rwanda | 12:6 | Burundi | Kigali |
| 12 grudnia 2009 |        | 12:6 |         | Kigali |

| 20 grudnia 2009 | Burundi | 0:16 | Rwanda | Bużumbura |
| 20 grudnia 2009 |         | 0:16 |        | Bużumbura |

#### Grupa południowa
Sześć uczestniczących zespołów rywalizowało w ramach jednej grupy na University of Botswana Stadium w Gaborone, a każdy z zespołów rozegrał trzy spotkania. Jedynym niepokonanym zespołem okazała się reprezentacja Zimbabwe.
| 20 lipca 2009 | Botswana | 16:10 | Zambia | University of Botswana Stadium, Gaborone |
| 20 lipca 2009 |          | 16:10 |        | University of Botswana Stadium, Gaborone |

| 20 lipca 2009 | Madagaskar | 22:31 | Zimbabwe | University of Botswana Stadium, Gaborone |
| 20 lipca 2009 |            | 22:31 |          | University of Botswana Stadium, Gaborone |

| 20 lipca 2009 | Mauritius | 10:9 | Reunion | University of Botswana Stadium, Gaborone |
| 20 lipca 2009 |           | 10:9 |         | University of Botswana Stadium, Gaborone |

| 22 lipca 2009 | Botswana | 39:17 | Reunion | University of Botswana Stadium, Gaborone |
| 22 lipca 2009 |          | 39:17 |         | University of Botswana Stadium, Gaborone |

| 22 lipca 2009 | Madagaskar | 36:15 | Zambia | University of Botswana Stadium, Gaborone |
| 22 lipca 2009 |            | 36:15 |        | University of Botswana Stadium, Gaborone |

| 22 lipca 2009 | Mauritius | 8:14 | Zimbabwe | University of Botswana Stadium, Gaborone |
| 22 lipca 2009 |           | 8:14 |          | University of Botswana Stadium, Gaborone |

| 25 lipca 2009 | Botswana | 3:23 | Zimbabwe | University of Botswana Stadium, Gaborone |
| 25 lipca 2009 |          | 3:23 |          | University of Botswana Stadium, Gaborone |

| 25 lipca 2009 | Madagaskar | 36:27 | Reunion | University of Botswana Stadium, Gaborone |
| 25 lipca 2009 |            | 36:27 |         | University of Botswana Stadium, Gaborone |

| 25 lipca 2009 | Mauritius | 25:8 | Zambia | University of Botswana Stadium, Gaborone |
| 25 lipca 2009 |           | 25:8 |        | University of Botswana Stadium, Gaborone |